# Wapen van Margraten

Het wapen van Margraten

Het wapen van Margraten is in 1939 door de Hoge Raad van Adel aan de Nederlands Limburgse gemeente Margraten toegekend. Het wapen bleef ook na de gemeentelijke fusie van 1982 in gebruik. In 2011 fuseerde de gemeente Margraten samen met Eijsden tot de nieuwe gemeente Eijsden-Margraten. Na de fusie is het wapen gedeeltelijk in het wapen van de nieuwe gemeente opgenomen.

## Blazoenering
De blazoenering van het wapen luidde als volgt:
In sabel een getand kruis van goud, in ieder kanton vergezeld van een merlet van zilver. Het schild gedekt met een gouden koon van 3 bladeren en 2 paarlen.
Het schild is zwart van kleur met erop een gouden kruis. Het kruis is getand en deelt het wapen in vier kwartieren. In elk kwartier staat een zilveren merlet. Op het wapen een gouden kroon van drie bladeren met daartussen twee parels.

## Geschiedenis
Rond 1288 kwam het dorp Margraten onder Gulpen te vallen, tot rond 1600 bleven Gulpen en Margraten een heerlijkheid. Daarna werd Margraten een eigen heerlijkheid. De eigenaren van de heerlijkheid, het geslacht Van Eynatten, hadden ook de heerlijkheid Gulpen in handen. Tussen 1664 en 1690 is de heerlijkheid niet van de familie Van Eynatten geweest, Johan Bounam was toen de heer van de heerlijkheid. Nadien was Frans van Eynatten weer de heer en bleef de heerlijkheid in de familie. Van dit geslacht stamt ook een deel van het wapen, de merletten komen van het wapen van het geslacht Eynatten. Het kruis komt van het wapen van het geslacht Van Gulpen, zij voerden het kruis en de velden in tegengestelde kleuren: een zwart getand kruis op een gouden veld.
Het wapen werd op 13 september 1939 door de Hoge Raad van Adel aan de gemeente Margraten toegekend. In 1982 fuseerde de gemeente met Cadier en Keer, Noorbeek, Mheer, Bemelen en Sint Geertruid. De nieuwe gemeente behield de naam en het wapen van de oude gemeente Margraten.

## Vergelijkbare wapens

Het wapen van Eijsden (plaats)
Het wapen van Eijsden (gemeente)
Het wapen van Eijsden-Margraten
Het wapen van Nuth
Het wapen van Wittem